# سید علیرضا بهشتی شیرازی
سید علیرضا بهشتی شیرازی (زادهٔ ۲۰ آذر ۱۳۳۹) سیاستمدار و روزنامه‌نگار ایرانی است و از نزدیک‌ترین مشاوران میرحسین موسوی است و ازجمله نزدیک‌ترین شاگردان محمداسماعیل دولابی بود و تالیفاتی عرفانی و مذهبی دارد. بهشتی شیرازی پس از انقلاب ۱۳۵۷ در حزب جمهوری اسلامی فعالیت داشت و مدتی نیز در روزنامه جمهوری اسلامی مشغول به فعالیت بود. او در جنگ ایران و عراق شرکت داشته‌است.
بهشتی شیرازی، دبیر هیئت دولت در دوران نخست‌وزیری میرحسین موسوی بود و پس از کناره‌گیری موسوی از حکومت، در سکوت سیاسی به سر برد و انتشارات روزنه را تأسیس کرد. با اعلام کاندیداتوری موسوی، او یک بار دیگر به عرصهٔ سیاست بازگشت و در مقام مشاور در کنار موسوی قرار گرفت. در آستانهٔ انتخابات ریاست جمهوری سال ۱۳۸۸ نیز وی سردبیر روزنامهٔ «کلمهٔ سبز» شد.
برادر او، سید محمد بهشتی شیرازی رئیس سابق سازمان میراث فرهنگی، صنایع دستی و گردشگری است. پسرعمهٔ او دکتر سید علی‌اصغر بهشتی شیرازی معاون دانشجویی-فرهنگی پیشین دانشگاه علم و صنعت ایران در دورهٔ اصلاحات است. پسر عموی او سید احمد بهشتی شیرازی نویسنده است.
وی نوه سید علی اکبر بهشتی شیرازی از بزرگان
و تاجران معروف وقت قزوین است که پس از کشف حجاب در دوره رضا شاه پهلوی به عراق مهاجرت کرد و در عراق مدفون است که پس از فوت وی فرزندان او به ایران برگشتند.

## زندان پس از انتخابات ریاست جمهوری دهم
وی پس از حوادث روز عاشورای ۱۳۸۸ و در تاریخ ۷ دی ۱۳۸۸ به اتهام اقدام علیه امنیت نظام بازداشت و به زندان انفرادی منتقل و به پنج سال زندان محکوم شد. بهشتی پس از ۷۴ روز بازداشت در انفرادی، با خانوادهٔ خود ملاقات کرد. او تمام ۷۴ روز را در انفرادی به سر برده بود و دوباره به انفرادی منتقل شد.
همچنین فرزند سید علی‌رضا بهشتی شیرازی در مورد وضعیت وی در زندان گفت:
پدرم را در بند ۲۰۹ زندان اوین با یک فردی که در زندان به‌شدت دچار بیماری روانی شده و همچنین با یک متهم جعل سند هم‌سلول کرده‌اند و وی در وضعیت خوبی به سر نمی‌برد. ایشان را به شدت تحت فشار قرار داده‌اند و می‌خواهند با این فشارها و هم‌سلولی با یک فرد بیمار روانی او را وادار کنند به تمام کارهایی که نکرده اعتراف کند، اما من مطمئن هستم آنها سخت در اشتباهند، چون پدر من به دلیل اعتقادات خود زندانی شده نه به دلیل پست و مقام.
میرحسین موسوی به همراه همسرش زهرا رهنورد در دیدار نوروزی خود با خانوادهٔ علیرضا بهشتی از استقامت وی در طول بیش از سه ماه بازداشت که همچنان ادامه دارد تقدیر کرد.
استادان دانشگاه تربیت مدرس تهران در نامه‌ای به سیدعلی خامنه‌ای، خواستار آزادی زندانیان سیاسی از جمله علیرضا بهشتی و قربان بهزادیان‌نژاد و توقف برخورد با دانشجویان شدند.
بهشتی در ۱۱ مهر ۱۳۸۹ با قرار وثیقه ۵۰۰ میلیون تومانی به مرخصی رفت و سر انجام در تاریخ اول مرداد ۹۴ درحالی‌که تنها یک ماه نا پایان دوران محکومیتش باقی مانده بود به همراه تعداد دیگری از زندانیان سیاسی مشمول عفو عید فطر شناخته شده و آزاد شد.
در حوادث پس از شهریور سال 1401، او در همایشی با عنوان "گفتگو برای نجات ایران" با ارسال یک ویدئوی سه دقیقه‌ای از دغدغه‌هایش در مورد روند افول ایران گفت. پس از این همایش او یک ماه بازداشت و سپس به قید وثیقه آزاد شد و پس از آن به دو سال حبس محکوم شد. او از تاریخ 26 فروردین ماه 1403 برای اجرای محکومیتش به اوین رفت و تا هم اکنون در آنجا به سر می‌برد.

## آثار (تألیف و ترجمه)
- چرا ملت‌ها شکست می‌خورند اثر دارون عجم اوغلو (ترجمه)/ انتشارات روزنه
- راه باریک آزادی اثر جیمز ا رابینسون و دارون عجم‌اوغلو (ترجمه به همراه جعفر خیرخواهان)/ انتشارات روزنه
- کلیات علم اقتصاد اثر دارون عجم اوغلو (ترجمه)/ انتشارات روزنه
- اعتماد (فضائل اخلاقی و خلق سعادت) اثر فرانسیس فوکویاما (ترجمه)/ انتشارات روزنه
- مائده‌های آسمانی به همراه نقاشی‌هائی از میرحسین موسوی (تألیف)/ انتشارات روزنه
- قرن دیوانۀ من اثر ایوان کلیما (ترجمه)/ انتشارات روزنه
- والدن اثر هنری دیوید ثورو (ترجمه) / انتشارات روزنه
- دانشنامۀ سیاست حزبی (ترجمه)/ انتشارات روزنه
- نزاع هزار سالهٔ ما اثر دارون عجم‌اوغلو (ترجمه همراه محمدرضا فرهادی پور) / انتشارات روزنه
- علم اقتصاد و جامعۀ خوب اثر جوزف استیگلیتز (ترجمه- در دست چاپ)/ انتشارات روزنه